# Cardamine diphylla
Cardamine diphylla är en korsblommig växtart som först beskrevs av André Michaux, och fick sitt nu gällande namn av A.W. Wood. Cardamine diphylla ingår i släktet bräsmor, och familjen korsblommiga växter. Inga underarter finns listade i Catalogue of Life.

## Bildgalleri

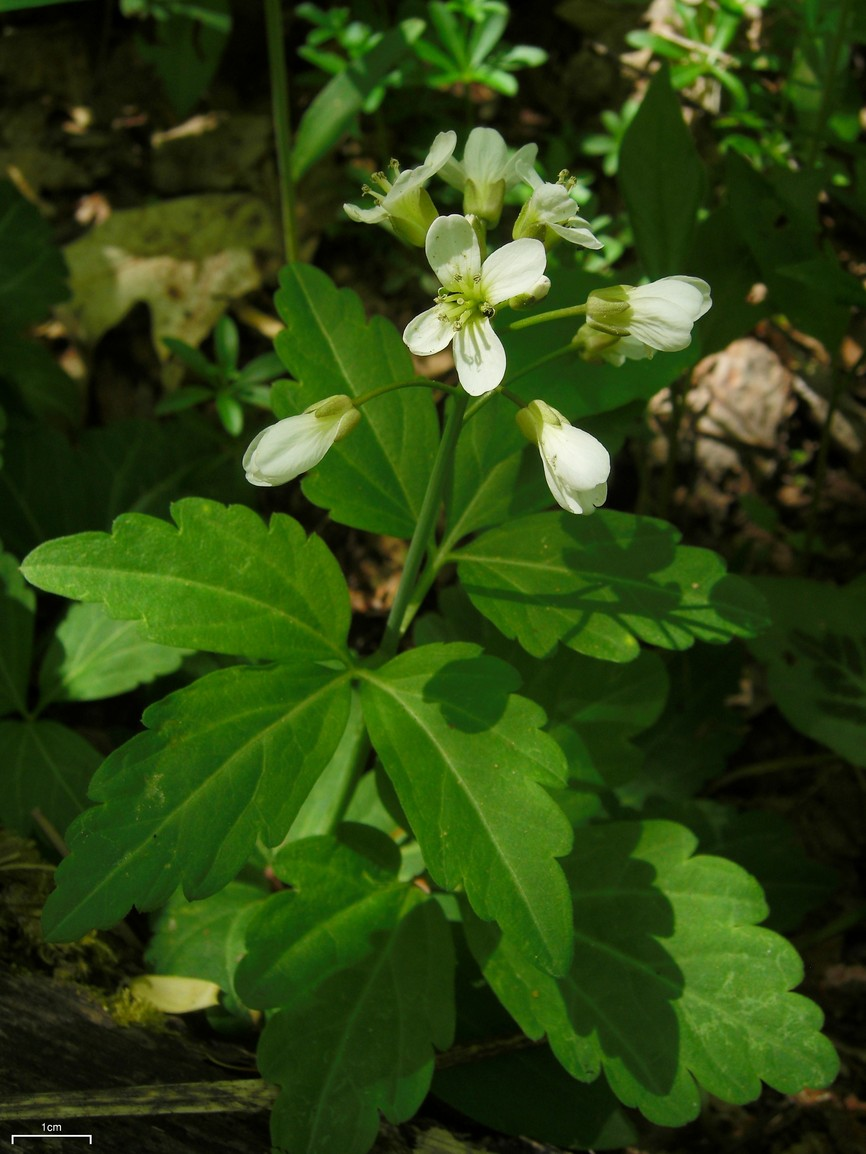